# عرب العمايم
قرية عرب العمايم هي إحدى القرى التابعة لمركز منفلوط في محافظة أسيوط في جمهورية مصر العربية. حسب إحصاءات سنة 2006، بلغ إجمالي السكان في عرب العمايم 6911 نسمة، منهم 3579 رجل و3332 امرأة.